# Groote IJpolder
De Groote IJpolder is een (voormalige) polder aan de zuidzijde van het Noordzeekanaal en is een van de IJpolders. De polder dateert uit 1875, toen bij de aanleg van het Noordzeekanaal een gedeelte van het IJ werd ingepolderd. De polder viel onder de gemeente Sloten, maar werd in 1921 door Amsterdam geannexeerd.
De polder ligt ten oosten van het oude tracé van Zijkanaal F, en ten westen van de Hemweg en de Amsterdammerpolder. De voormalige eilanden De Horn, Buiten Heyningh en Hoekenes zijn door de polder ingesloten. Ook tot de polder behoort de buitendijks gelegen polder Heining. De polder werd opgeheven als gevolg van de aanleg van het Westelijk Havengebied.